# 2'-O-metilação

2'-O-metil-adenosina, uma adenosina modificada.

A 2'-O-metilação é uma modificação de nucleosídeos comum que se dá no ARN, na qual se acresce um grupo metilo ao grupo hidroxilo em posição 2' do açúcar ribose de um nucleósideo. Os nucleósideos 2'-O-metilados encontram-se principalmente no ARN ribossomal e no pequeno ARN nuclear e aparecem nas regiões com uma função essencial dos ribossoma e do spliceossoma. Além disso, a 2'-O-metilação da adenosina no ARN impede que a enzima adenosina desaminase a modifique convertendo-a em inosina.
Foi publicado recentemente um novo método para mapear as 2'-O-metilações de ribose por sequenciação de alto rendimento. O método é quantitativo e pode mapear todas as modificações numa só experimentação.